# Savannah Graybill
Savannah Graybill (* 25. April 1988) ist eine US-amerikanische Skeletonpilotin.

## Werdegang
Savannah Graybill lebt in Denver (Pennsylvania). Sie studierte an der American University Journalismus und betrieb während ihres Studiums dort gemeinsam mit ihrer späteren Skeleton-Teamkollegin Megan Henry Feldhockey. 2010 nahm die Bobpilotin Elana Meyers Kontakt mit ihr auf, die auf der Suche nach neuen Anschieberinnen war. Ein Jahr später wechselte sie zum Skeleton und schaffte noch im selben Jahr den Sprung in den Nationalkader.
Ende März 2011 debütierte Graybill im letzten Saisonrennen des Skeleton-America’s-Cup 2010/11 in Lake Placid und belegte den sechsten Rang. In der Saison 2011/12 war sie zunächst erneut im America’s Cup am Start und platzierte sich in den ersten vier Rennen zwischen den Rängen 5 und 9. Anschließend startete sie im Intercontinentalcup, wo sie bei sechs Teilnahmen Platzierungen zwischen 13 und 17 erreichte und in der Gesamtwertung 14. wurde. Bei den US-Meisterschaften für das Jahr 2012 gewann sie nach Rang 7 im Vorjahr die Silbermedaille hinter Megan Henry. In der Folgesaison startete sie erneut im mittlerweile in Nordamerikacup umbenannten America’s Cup und konnte im ersten Saisonrennen mit dem dritten Rang erstmals auf das Podest fahren. Im Dezember 2012 gelang ihr ein weiterer dritter Platz, ehe sie im Januar 2013 im Europacup startete und in Igls zweimal Vierte wurde. Bei den nationalen Meisterschaften 2013 wurde sie erneut Zweite, dieses Mal hinter Anne O’Shea.
In der Saison 2013/14 startete Savannah Graybill im Intercontinentalcup. Nach Platzierungen zwischen den Rängen 8 und 19 in sechs der acht Saisonrennen belegte sie in der Gesamtwertung den achten Platz. Bei den US-amerikanischen Meisterschaften 2014 gewann sie ihren ersten Titel. Zur Saison 2014/15 konnte sie sich für den Weltcup qualifizieren und debütierte dort im Dezember 2014 in Lake Placid mit einem fünften Platz, der ihr bestes Saisonresultat blieb. Sie platzierte sich sonst zwischen den Rängen 11 und 20 und wurde in der Gesamtwertung 15. Zum Saisonabschluss verteidigte sie ihren US-Meistertitel. Im November 2015 gewann sie nach einem dritten und vierten Platz im Intercontinentalcup zu Beginn des Winters beim Nordamerikacup in Whistler zum ersten Mal ein internationales Rennen, ehe sie Anfang Dezember an gleicher Stelle im Intercontinentalcup Zweite wurde und erneut siegte.